# Den älskvärde herr Mops
Den älskvärde herr Mops, i original: Cet aimable M. Mops, är en pantomimserie av Hergé. Den trycktes 1931, i sammanlagt åtta episoder i Bryssel-varuhuset Le Bon Marchés postorderkatalog för år 1932.
Serien trycktes 1999 på svenska, i del 2 av Hergés samlade verk.